# Tapinocyba oiwa
Tapinocyba oiwa är en spindelart som beskrevs av Saito 1980. Tapinocyba oiwa ingår i släktet Tapinocyba och familjen täckvävarspindlar. Inga underarter finns listade i Catalogue of Life.